# Funaria japonica
Funaria japonica är en bladmossart som beskrevs av Brotherus 1899. Funaria japonica ingår i släktet spåmossor, och familjen Funariaceae. Inga underarter finns listade i Catalogue of Life.